# Paskudy: UglyDolls
Paskudy: UglyDolls (ang. UglyDolls) – amerykańsko-kanadyjsko-chiński film animowany (animacja komputerowa) z 2019 roku. Film zainspirowany serią pluszowych zabawek marki UglyDoll, stworzonych przez amerykańskiego rysownika Davida Horvatha. 

## Treść
Paskudy, miłe i życzliwe, ale brzydkie zabawki mieszkają  w położonym na uboczu mieście Uglyville. Jedna z nich - lalka Moxy postanawia udać się w podróż, by zrozumieć, dlaczego Paskudom nie dane jest trafiać do rąk dzieci. Z grupą przyjaciół trafia do miasta lalek idealnych.

## Obsada (głosy)
- Kelly Clarkson - Moxy
- Nick Jonas - Lou
- Janelle Monáe - Mandy
- Blake Shelton - Ox
- Pitbull - UglyDog
- Wanda Sykes - Wage
- Wang Leehom - Lucky Bat
- Gabriel Iglesias - Babo
- Emma Roberts - Wedgehead
- Bebe Rexha - Tuesday
- Charli XCX - Kitty